# L.D. Alajuelense
L.D. Alajuelense je kostarikanski nogometni klub iz Alajuela. Osnovan je 18. lipnja 1919. godine. S 27 naslova prvaka drugi je najuspješniji klub kostarikanske nogometne lige. Alajuelense spada u klasične klubove FIFA.
Domaće utakmice igra na stadionu na Alejandro Morera Soto.
Alajuelense je bila prva kostarikanska momčad koja je osvojila CONCACAF natjecanja u kupu 1986. godine, što je dovelo da postane prva kostarikanska momčad koje je igrala Copa Interamericana protiv River Plate. Klub je poznat po svojim navijačima "La Ligi" i imao je čast biti jedini klub iz Srednje Amerike koji je sudjelovao u južnoameričkim natjecanjima kao što su Merconorte Copa 2000.  i Copa Sudamericana 2006. godine.
Jedini je klub s najmanje jednim prvenstvom u svakom desetljeću. Zajedno s CS Heredianom je jedina momčad koja nikad nije ispala iz prve lige.
Liga Deportiva Alajuelense je kostarikanski klub koji je dosegao najvišu poziciju na svjetskoj ljestvici klubova IFFHS-a, klub je dosegao 27. mjesto, najbolje mjesto ikada postignut od strane srednjoameričkog kluba.

## Vanjske poveznice
- Službena stranica kluba